# Антиохийские греки

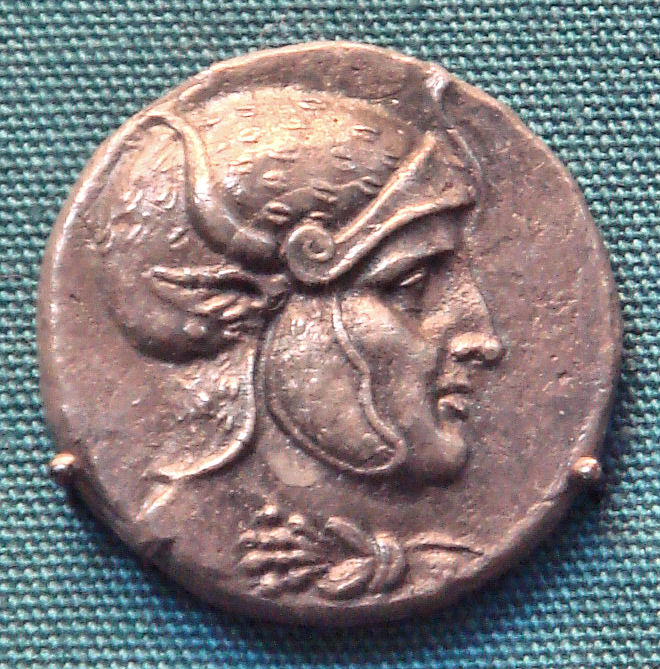
Селевк I Никатор — основатель Антиохии

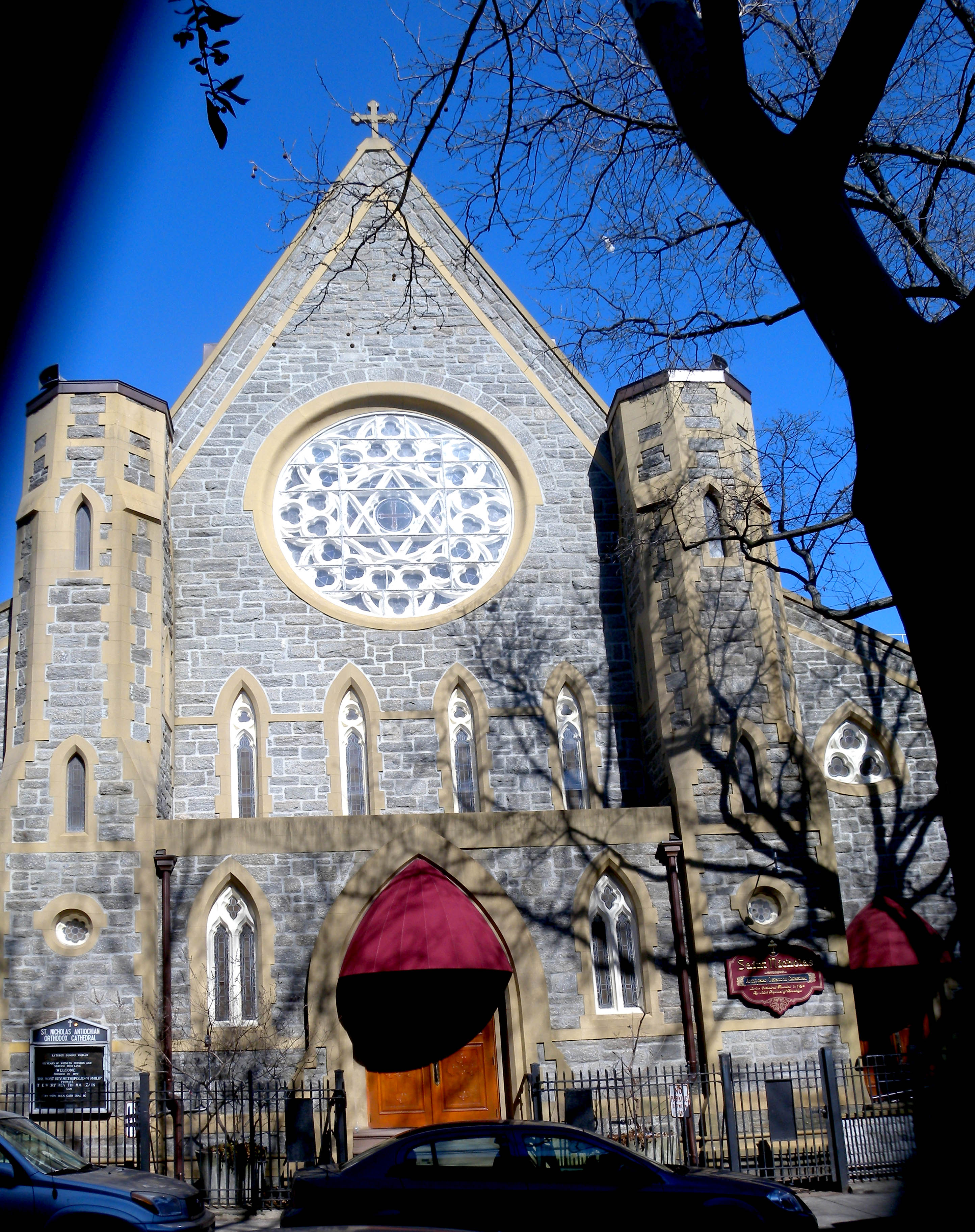
Антиохийский православный собор, Бруклин

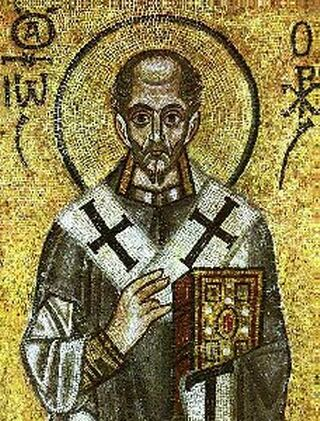
Иоанн Златоуст

Антиохийские греки — группа этнических греков, проживающая на территории Турции. Официально признаны национальным меньшинством. По вероисповеданию — православные, члены Антиохийского патриархата и греко-католики, члены Мелькитского патриархата. Большинство современных антиохийских греков являются потомками первых македонских поселенцев, эллинов древнеримской и византийской эпох, эллинизированных иудео-христиан и сирийцев. Некоторые до сих пор говорят на арамейском языке. Большинство перешло на левантский диалект арабского языка. Многие также владеют греческим и турецким языками. Численность антиохийских греков в Турции составляет около 10 000 человек. Расселены главным образом в провинции Хатай с центром в Антакье (древняя Антиохия Сирийская). Диаспора проживает в странах Ближнего Востока и Южной Америки.

## Расселение
Первая греческая община в Антиохии появилась в 323 г. до н. э. при Селевке I Никаторе, сподвижнике Александра Македонского.
Во времена Османской империи были включены в состав христианского миллета. В XX века испытали несколько волн эмиграции. В 1923 году санджак Александретта был частью Сирии, и поэтому проживавшее здесь грекоязычное население не подлежало обмену населением между Турцией и Грецией. Когда в 1939 году эта территория отошла к Турции, многие антиохийские греки эмигрировали в Сирию и Ливан. В 1960-х годах была ещё одна волна эмиграции в страны Европы и Америки. Численность антиохийских греков на территории Турции упала с более 50 000 человек в 1895 году до 10 000 человек в 1995 году, в то время как в диаспоре их численность включена в состав мелькитов, которых более 1 800 000 человек.
В Турции большая община антиохийских греков проживает в Стамбуле. Они также расселены в Искендеруне, Самандаге и Алтынезю в провинции Хатай и в Мерсине. Известны случаи межэтнических столкновений между антиохийскими греками и турками, об одном из которых сообщалось в 2005 году.

## Культурное наследие
В среде антиохийских греков сохраняются христианские обряды и гимны, которые возникли в Антиохии на заре христианства. Антиохийскими греками по происхождению были Лука Евнагелист, Иоанн Златоуст, Евагрий Схоласт. В раннем средневековье Антиохия Сирийская, наряду с Александрией, была центром христианской богословской школы.